# Список тренерів збірної Чехії з футболу
У цьому списку наведено всіх головних тренерів та виконувачів обов'язків головного тренера збірної Чехії з футболу від моменту відокремлення Чехії від Словаччини в 1993 році, їхня статистика та здобутки за період роботи в збірній. Загалом за всю історію команди нею керували 11 спеціалістів: 9 головних тренерів та 2 виконуючі обов'язків. Усі вони мали чеське громадянство.
Першим тренером збірної став Душан Угрін, якого обрали під час голосування виконавчого комітету 25 травня 1993 року. Він був фаворитом Франтішка Хваловського, тодішнього президента Чеськоморавського футбольного союзу (чеськ. Českomoravský fotbalový svaz, від 2011 року Футбольна асоціація Чеської республіки (чеськ. Fotbalová asociace České republiky, FAČR)), через клубні успіхи на європейському рівні на початку 90-х років. Під час голосування він випередив Карла Брюкнера. Під керівництвом Угріна збірна Чехії провела свій перший офіційний матч: 23 лютого 1994 року команда на виїзді перемогла Туреччину з рахунком 4:1. Далі команда успішно подолала відбірковий етап на чемпіонат Європи 1996, де посіла друге місце. Досі це найвищий успіх команди на міжнародних турнірах. Відбір на чемпіонат світу 1998, однак, був для Угріна неуспішним: лише третє місце у відбірковій групі і, як наслідок, невихід на турнір. Після цієї невдачі він подав у відставку 21 грудня 1997 року, але перед цим ще встиг потренувати збірну на Кубку конфедерацій 1997, де Чехія взяла участь через відмову збірної Німеччини. Команда посіла третє місце.
8 січня 1998 року на посаду вибрали Йозефа Хованця. Знову ж таки, він був фаворитом Хваловського, а серед його суперників знову був Брюкнер. Вибір був практично одностайний: лише директор «Славії» Владімір Лешка утримався під час голосування, демонструючи незгоду з методами Хваловського, який обирав кандидатів на посаду без будь-який консультацій з виконавчим комітетом. Під керуванням Хованця збірна виграла усі 10 матчів відбору на чемпіонат Європи 2000. Це був другий такий випадок в історії. На самому чемпіонаті потрапила до сильної групи D разом з Францією, Нідерландами та Данією, у якій посіла третє місце. Відбір на чемпіонат світу 2002 Чехія закінчила на другому місці в групі, що не давало прямого виходу на турнір, однак дозволяло поборотися за участь там через стикові матчі: на жаль, обидва матчі з Бельгією закінчилися мінімальною поразкою 0:1. Опісля Хованець пішов з посади 20 листопада 2001.
12 грудня 2001 року розпочалася ера Карла Брюкнера, який провів на посаді головного тренера збірної біля 6,5 років. Під час виборів його головним конкурентом був інший відомий чеський тренер Ладіслав Шкорпіл, ще раніше відпали Властіміл Петржела та Йозеф Ярабінський. Останній стверджував, що вибори були лише для ока, а хто стане тренером було вирішено заздалегідь. Брюкнер керував командою під час відбіркових матчів на чемпіонат Європи 2004: на турнір команда вийшла з першого місця в групі. На самому чемпіонаті чехи посіли підсумкове третє місце, поступувшись у півфіналі грекам, які надалі виграли змагання. Брюкнер зміг вивести команду на два наступні великі турніри (чемпіонат світу 2006 та чемпіонат Європи 2008), але на кожному з них збірній не вдалося вийти з групи. 30 червня 2008 року він подав у відставку.
Вибір Петра Ради вже супроводжував неприхований скандал: довгий час у медіа циркулювала інформація про повернення Хованця, один з тодішніх впливових футбольних функціонерів Властіміл Коштял також схилявся до цієї кандидатури, однак за день до виборів частина членів виконавчого комітету не погодилася з кандидатурою Хованця, а вже 17 липня 2008 року у голосуванні переміг Петр Рада. Тренером він довго не був: 8 квітня 2009 року, через 266 днів опісля обрання, через невдалі результати під час відбору на чемпіонат світу 2010, його звільнили.
Кінцем весни — початком літа 2009 у футбольній асоціації пробігали перевибори керівництва, саме ці події визначили долю наступного головного тренера. Опісля звільнення Ради необхідно було, аби хтось керував підготовкою команди до товариського матчу з Мальтою. Було зрозуміло, що вибір старого керівництва нове керівництво може і не прийняти, а тому з кандидатом підписували контракт до кінця червня, а далі його міг продовжити новий виконавчий комітет. Спочатку вважалося, що пост займе Душан Угрін, якого рекомендували експертна комісія, однак перший тренер збірної погоджувався працювати лише один матч. Франтішек Страка ж висловлював згоду працювати так довго, як йому дозволять, а тому 12 травня 2009 року був оголошений новим керманичем збірної. Однак під час зібрання членів футбольної асоціації 27 червня новообраний президент Іван Гашек оголосив, що не продовжуватиме контракт зі Стракою, який був чинний до 30 червня.
Гашек хотів бачити тренером Карела Яроліма, однак той вирішив надалі тренувати на клубному рівні. Гашеку довелося самому виконувати обов'язки головного тренера до кінця відбору на чемпіонат світу, на який Чехія не потрапила. Наступним головним тренером став Міхал Білек, роботу він розпочав 20 жовтня 2009 року, під час виборів отримав стопроцентну підтримку і тренував збірну протягом майже 4 років. Однак від самого початку футбольна спільнота до Білека ставилася прохолодно: він був другом та колишнім партнером Гашека, а тому багато-хто вважав, що свою посаду він отримав завдяки знайомству, а не професійним якостям. Протягом усієї його каденції збірна зазнавала частих поразок та не мала удачі у критичні моменти, а втім, їй вдалося пробитися на чемпіонат Європи 2012, хоча для цього в плей-офф відбору потрібно було здолати чорногорців. На чемпіонаті Європи Чехія посіла перше місце в групі, але вже у чвертьфіналі програла Португалії. Однак відбір на чемпіонат світу 2014 Білек провалив, команда задовго до закінчення відбіркового турніру втратила шанси на вихід, тренер під тиском фанатів подав завчасно у відставку. Залишок кваліфікаційних матчів збірна провела під керівництвом асистента Білека Йозефа Пешіце. 
1 січня 2014 року тренером збірної став Павел Врба, який зпромігся пробитися з Чехією на чемпіонат Європи 2016, однак на самому турнірі збірна посіла останнє місце в групі і не вийшла до плей-офф. Після закінчення турніру Врба вирішив сфокусуватися на тренуванні на клубному рівні і підписав контракт з російським «Анжи». 30 червня 2016 року було оголошено про завершення його повноважень як головного тренера національної збірної. 
Його наступником став Карел Яролім, який міг очолити збірну ще у 2009 році. Причиною обрання його тренером послужили добрі результати на внутрішній арені під керівництва «Младою Болеслав». Попри очікування, його каденція була вкрай неуспішною: збірна Чехії не пройшла на чемпіонат світу 2018, розпочала Лігу націй УЄФА 2018—2019 з поразки Україні, часто програвала товариські матчі. Опісля програшу у товариському матчі з Росією (1:5) виконавчий комітет вирішив припинити співпрацю з Яролімем. Сам тренер погоджувався зі своїм звільненням. Звільнення відбулося 11 вересня 2018 року, при чому Яроліма інформували про це ще під час польоту з Ростова додому. 
Новим тренером став Ярослав Шилгавий, рекордсмен за кількістю проведених матчів у рамках чемпіонату Чехії. Його призначили 18 вересня 2018 року. Шилгавому не вдалося вивести збірну до вищого дивізіону у Лізі націй УЄФА 2018—2019 (перше місце у групі посіла Україна), однак уже в сезоні 2020—2021 він реабілітувався: Чехія з дивізіону B піднялась до дивізіону A. Окрім того під його керівництвом збірна успішно пройшла кваліфікацію на чемпіонат Європи 2020, де дійшла до чвертьфіналу. З іншого боку, йому не вдалося пробитися до основної частини чемпіонату світу 2022. Він залишився на пості і вивір збірну до фінальної частини чемпіонату Європи 2024, однак подав у відставку опісля відбіркового матчу проти Молдови, серед причин такого рішення він вказав і «неймовірний тиск», який він постійно відчував, і конфлікти в колективі.    

## Список тренерів
Усі дані станом на 25 березня 2025, останній матч: Гіблартар — Чехія 0:4
| ЧС | Чемпіонат світу з футболу | ЧЄ | Чемпіонат Європи з футболу | ЛН | Ліга націй |

| №    | Тренер           | Період роботи                       | М  | В  | Н  | П  | %    | Здобутки |
| ---- | ---------------- | ----------------------------------- | -- | -- | -- | -- | ---- | --- |
| 1    | Душан Угрін      | 25 травня 1993 — 21 грудня 1997     | 48 | 27 | 10 | 11 | 59,5 | - Відбір на ЧЄ 1996 — 1-ше місце в групі, вихід на турнір - ЧЄ 1996 — 2-ге місце на турнірі - Кубок конфедерацій 1997 — 3-тє місце - Відбір на ЧС 1998 — 3-тє місце в групі, невихід на турнір |
| 2    | Йозеф Хованець   | 8 січня 1998 — 20 листопада 2001    | 45 | 27 | 7  | 11 | 60,0 | - Відбір на ЧЄ 2000 — 1-ше місце в групі, вихід на турнір - ЧЄ 2000 — 3-тє місце в групі - Відбір на ЧС 2002 — 2-ге місце в групі, програш у стикових матчах, невихід на турнір |
| 3    | Карел Брюкнер    | 12 грудня 2001 — 30 червня 2008     | 76 | 50 | 12 | 14 | 65,7 | - Відбір на ЧЄ 2004 — 1-ше місце в групі, вихід на турнір - ЧЄ 2004 — 3-тє місце на турнірі - Відбір на ЧС 2006 — друге місце в групі, перемога в стиковому матчі, вихід на турнір - ЧС 2006 — третє місце в групі - Відбір на ЧЄ 2008 — 1-ше місце в групі, вихід на турнір - ЧЄ 2008 — третє місце в групі |
| 4    | Петр Рада        | 17 липня 2008 — 8 квітня 2009       | 8  | 2  | 4  | 2  | 25,0 | - Відбір на ЧС 2010 (6/10 матчів) — 3-тє місце в групі, невихід на турнір |
| 5    | Франтішек Страка | 12 травня 2009 — 30 червня 2009     | 1  | 1  | 0  | 0  | 100  | — |
| в.о. | Іван Гашек       | 7 липня 2009 — 14 жовтня 2009       | 5  | 3  | 2  | 0  | 60,0 | - Відбір на ЧС 2010 (4/10 матчів) — 3-тє місце в групі, невихід на турнір |
| 6    | Міхал Білек      | 20 жовтня 2009 — 10 вересня 2013    | 42 | 16 | 11 | 15 | 38,0 | - Відбір на ЧЄ 2012 — 2-ге місце в групі, перемога в стикових матчах, вихід на турнір - ЧЄ 2012 — 1/4 фіналу - Відбір на ЧС 2014 (8/10 матчів) — 3-тє місце в групі, невихід на турнір |
| в.о. | Йозеф Пешіце     | 7 жовтня 2013 — 15 листопада 2013   | 3  | 3  | 0  | 0  | 100  | - Відбір на ЧС 2014 (2/10 матчів) — 3-тє місце в групі, невихід на турнір |
| 7    | Павел Врба       | 1 січня 2014 — 30 червня 2016       | 25 | 10 | 5  | 10 | 40,0 | - Відбір на ЧЄ 2016 — 1-ше місце в групі, вихід на турнір - ЧЄ 2016 — 4-те місце в групі |
| 8    | Карел Яролім     | 1 серпня 2016 — 11 вересня 2018     | 22 | 10 | 4  | 8  | 45,4 | - Відбір на ЧС 2018 — третє місце в групі, невихід на турнір - ЛН УЄФА 2018/19, ліга B (1/4 матчів) — 2-ге місце в групі, невихід у лігу A |
| 9    | Ярослав Шилгавий | 18 вересня 2018 — 20 листопада 2023 | 59 | 29 | 10 | 20 | 49,1 | - ЛН УЄФА 2018/19, ліга B (3/4 матчів) — 2-ге місце в групі, невихід у лігу A - Відбір на ЧЄ 2020 — друге місце в групі, вихід на турнір - ЛН УЄФА 2020/21, ліга B — 1-ше місце в групі, вихід до ліги A - ЧЄ 2020 — 1/4 фіналу - Відбір на ЧС 2020 — третє місце в групі, невихід на турнір - ЛН УЄФА 2022/23, ліга A — 4-те місце в групі, виліт до ліги B - Відбір на ЧЄ 2024 — друге місце в групі, вихід на турнір |
| 10   | Іван Гашек       | 4 лютого 2024 —                     | 15 | 9  | 3  | 3  | 60,0 | - ЛН УЄФА 2024/25 — 1 місце в групі, вихід у лігу A |

## Статистика

### За турнірами
| М | кількість зіграних матчів | В | кількість виграних матчів | П | кількість програних матчів | Н | кількість нічийних матчів |

| Тренер або виконувач обов'язів | Матчів загалом | Товариські матчі | Товариські матчі | Товариські матчі | Товариські матчі | Відбір на чемпіонат Європи | Відбір на чемпіонат Європи | Відбір на чемпіонат Європи | Відбір на чемпіонат Європи | Чемпіонат Європи | Чемпіонат Європи | Чемпіонат Європи | Чемпіонат Європи | Відбір на чемпіонат світу | Відбір на чемпіонат світу | Відбір на чемпіонат світу | Відбір на чемпіонат світу | Чемпіонат світу | Чемпіонат світу | Чемпіонат світу | Чемпіонат світу | Кубок Конфедерацій | Кубок Конфедерацій | Кубок Конфедерацій | Кубок Конфедерацій | Ліга націй УЄФА | Ліга націй УЄФА | Ліга націй УЄФА | Ліга націй УЄФА |
| Тренер або виконувач обов'язів | Матчів загалом | М                | В                | Н                | П                | М                          | В                          | Н                          | П                          | М                | В                | Н                | П                | М                         | В                         | Н                         | П                         | М               | В               | Н               | П               | М                  | В                  | Н                  | П                  | М               | В               | Н               | П               |
| ------------------------------ | -------------- | ---------------- | ---------------- | ---------------- | ---------------- | -------------------------- | -------------------------- | -------------------------- | -------------------------- | ---------------- | ---------------- | ---------------- | ---------------- | ------------------------- | ------------------------- | ------------------------- | ------------------------- | --------------- | --------------- | --------------- | --------------- | ------------------ | ------------------ | ------------------ | ------------------ | --------------- | --------------- | --------------- | --------------- |
| Душан Угрін                    | 48             | 17               | 12               | 3                | 2                | 10                         | 6                          | 3                          | 1                          | 6                | 2                | 2                | 2                | 10                        | 5                         | 1                         | 4                         | —               | —               | —               | —               | 5                  | 2                  | 1                  | 2                  | Не проводилась  | Не проводилась  | Не проводилась  | Не проводилась  |
| Йозеф Хованець                 | 45             | 20               | 11               | 5                | 4                | 10                         | 10                         | 0                          | 0                          | 3                | 1                | 0                | 2                | 12                        | 6                         | 2                         | 4                         | —               | —               | —               | —               | —                  | —                  | —                  | —                  | Не проводилась  | Не проводилась  | Не проводилась  | Не проводилась  |
| Карл Брюкнер                   | 76             | 31               | 17               | 9                | 5                | 20                         | 16                         | 3                          | 1                          | 8                | 5                | 0                | 3                | 14                        | 11                        | 0                         | 3                         | 3               | 1               | 0               | 2               | —                  | —                  | —                  | —                  | Не проводилась  | Не проводилась  | Не проводилась  | Не проводилась  |
| Петр Рада                      | 8              | 2                | 0                | 2                | 0                | —                          | —                          | —                          | —                          | —                | —                | —                | —                | 6                         | 2                         | 2                         | 2                         | —               | —               | —               | —               | —                  | —                  | —                  | —                  | Не проводилась  | Не проводилась  | Не проводилась  | Не проводилась  |
| Франтішек Страка               | 1              | 1                | 1                | 0                | 0                | —                          | —                          | —                          | —                          | —                | —                | —                | —                | —                         | —                         | —                         | —                         | —               | —               | —               | —               | —                  | —                  | —                  | —                  | Не проводилась  | Не проводилась  | Не проводилась  | Не проводилась  |
| Іван Гашек                     | 5              | 1                | 1                | 0                | 0                | —                          | —                          | —                          | —                          | —                | —                | —                | —                | 4                         | 2                         | 2                         | 0                         | —               | —               | —               | —               | —                  | —                  | —                  | —                  | Не проводилась  | Не проводилась  | Не проводилась  | Не проводилась  |
| Міхал Білек                    | 42             | 20               | 6                | 7                | 7                | 10                         | 6                          | 1                          | 3                          | 4                | 2                | 0                | 2                | 8                         | 2                         | 3                         | 3                         | —               | —               | —               | —               | —                  | —                  | —                  | —                  | Не проводилась  | Не проводилась  | Не проводилась  | Не проводилась  |
| Йозеф Пешіце                   | 3              | 1                | 1                | 0                | 0                | —                          | —                          | —                          | —                          | —                | —                | —                | —                | 2                         | 2                         | 0                         | 0                         | —               | —               | —               | —               | —                  | —                  | —                  | —                  | Не проводилась  | Не проводилась  | Не проводилась  | Не проводилась  |
| Павел Врба                     | 25             | 12               | 4                | 3                | 5                | 10                         | 7                          | 1                          | 2                          | 3                | 0                | 1                | 2                | —                         | —                         | —                         | —                         | —               | —               | —               | —               | —                  | —                  | —                  | —                  | Не проводилась  | Не проводилась  | Не проводилась  | Не проводилась  |
| Карел Яролім                   | 22             | 11               | 6                | 1                | 4                | —                          | —                          | —                          | —                          | —                | —                | —                | —                | 10                        | 4                         | 3                         | 3                         | —               | —               | —               | —               | —                  | —                  | —                  | —                  | 1               | 0               | 0               | 1               |
| Ярослав Шилгавий               | 59             | 14               | 6                | 3                | 5                | 16                         | 10                         | 3                          | 3                          | 5                | 2                | 1                | 2                | 9                         | 4                         | 2                         | 3                         | —               | —               | —               | —               | —                  | —                  | —                  | —                  | 15              | 7               | 1               | 7               |
| Іван Гашек (2-га каденція)     | 15             | 4                | 4                | 0                | 0                | —                          | —                          | —                          | —                          | 3                | 0                | 1                | 2                | 2                         | 2                         | 0                         | 0                         | —               | —               | —               | —               | —                  | —                  | —                  | —                  | 6               | 3               | 2               | 1               |

### За тривалістю перебування на посаді
| №  | Тренер           | Кількість днів | Період роботи                       |
| -- | ---------------- | -------------- | ----------------------------------- |
| 1  | Карл Брюкнер     | 2392 дні       | 12 грудня 2001 — 30 червня 2008     |
| 2  | Ярослав Шилгавий | 1889 днів      | 18 вересня 2018 — 20 листопада 2023 |
| 3  | Душан Угрін      | 1671 день      | 25 травня 1993 — 21 грудня 1997     |
| 4  | Йозеф Хованець   | 1412 днів      | 8 січня 1998 — 20 листопада 2001    |
| 5  | Міхал Білек      | 1399 днів      | 11 листопада 2009 — 10 вересня 2013 |
| 6  | Павел Врба       | 912 днів       | 1 січня 2014 — 30 червня 2016       |
| 7  | Карел Яролім     | 772 дні        | 1 серпня 2016 — 11 вересня 2018     |
| 8  | Іван Гашек       | 484 днів       | 4 лютого 2024 —                     |
| 9  | Петр Рада        | 266 дні        | 17 липня 2008 — 8 квітня 2009       |
| 10 | Франтішек Страка | 50 днів        | 12 травня 2009 — 30 червня 2009     |

### За перемогами
| №   | Тренер           | Кількість матчів | Кількість перемог | Відсоток перемог |
| --- | ---------------- | ---------------- | ----------------- | ---------------- |
| 1   | Франтішек Страка | 1                | 1                 | 100              |
| 2   | Карел Брюкнер    | 76               | 50                | 65,7             |
| 3-4 | Йозеф Хованець   | 45               | 27                | 60,0             |
| 3-4 | Іван Гашек       | 15               | 9                 | 60,0             |
| 5   | Душан Угрін      | 48               | 27                | 59,5             |
| 6   | Франтішек Страка | 9                | 5                 | 55,5             |
| 7   | Ярослав Шилгавий | 59               | 29                | 49,1             |
| 8   | Карел Яролім     | 22               | 10                | 45,4             |
| 9   | Павел Врба       | 25               | 10                | 40,0             |
| 10  | Міхал Білек      | 42               | 16                | 38,0             |
| 11  | Петр Рада        | 8                | 2                 | 25,0             |

## Виноски
1. ↑  На офіційному сайті Футбольної асоціації Чеської Республіки вказано, що Угрін був тренером збірної з 1 січня 1994 року по 22 грудня 1997, однак низка інших джерел вказує, що головним тренером він був обраний під час офіційних виборів 25 травня 1993 року, на цій посаді він був до 21 грудня 1997 року включно
2. ↑  На офіційному сайті Футбольної асоціації Чеської Республіки вказано, що Рада був тренером збірної з 18 серпня 2008 року по 1 квітня 2009, однак тодішні медіа вказують, що головним тренером він був обраний під час виборів 17 липня 2008 року, а звільнений 8 квітня 2009 року
3. ↑  На офіційній сторінці Футбольної асоціації Чеської республіки стверджується, що Рада тренував збірну Чехії у сімох матчах, однак між 17 липня 2008 року та 8 квітня 2009 року команда зіграла у восьми матчах: у шести кваліфікаційних на чемпіонат світу 2010 та у двох товариських
4. ↑  У новинах було вказано, що Гашек тимчасово виконуватиме обов'язки тренера (чеськ. Ivan Hašek, nedávno nově zvolený šéf fotbalového svazu, se dočasně ujme i reprezentace jako hlavní trenér)
5. ↑  На офіційному сайті футбольної асоціації Чеської республіки вказано, що Гашек тренував збірну від 10 серпня 2009 до 14 жовтня 2009, однак у чеських новинах вказано, що тодішній президент футбольної асоціації Гашек тимчасово взяв на себе функції головного тренера 7 липня 2009
6. ↑  На офіційній сторінці Футбольної асоціації Чеської республіки стверджується, що Гашек тренував збірну Чехії у чотирьох матчах, однак між 7 липня 2009 року та 14 жовтня 2009 року команда зіграла у п'ятьох матчах: у чотирьох кваліфікаційних на чемпіонат світу 2010 та в одному товариському
7. ↑  На офіційному сайті Футбольної асоціації Чеської Республіки вказано, що Білек був тренером збірної з 11 листопада 2009 року по 10 вересня 2013, однак тодішні медіа вказують, що головним тренером його призначили 20 жовтня 2009 року
8. ↑  Від самого початку чеські медіа вказували, що Пешіце займе тренерську посаду тимчасово: fotbalovou reprezentaci podle předpokladů dočasně povede Josef Pešice...